# 雅酉镇
雅酉镇，是中华人民共和国湖南省湘西土家族苗族自治州花垣县下辖的一个乡镇级行政单位。

## 行政区划
雅酉镇下辖以下地区：
雅酉社区、麻家村、夯杜村、坡脚村、下水村、五斗村、扪岱村、高务村、冬尾村、朝岗村、排腊树村、排达扣村和油麻坨村。